# Medway (Engeland)
Medway is een unitary authority in het ceremoniële graafschap Kent, regio South East England en telt 277.616 inwoners. De oppervlakte bedraagt 194 km2. De hoofdplaats is Strood.

## Demografie
Van de bevolking is 12,6% ouder dan 65 jaar. De werkloosheid bedraagt 3,5% van de beroepsbevolking (cijfers volkstelling 2001).
Het aantal inwoners steeg van ongeveer 242.500 in 1991 naar 249.488 in 2001.

## Plaatsen in district Medway
- Chatham
- Frindsbury
- Gillingham
- Rainham
- Rochester
- Strood

## Civil parishesin district Medway
Allhallows, Cliffe and Cliffe Woods, Cooling, Cuxton, Frindsbury Extra, Halling, High Halstow, Hoo St. Werburgh, Isle of Grain, St. Mary Hoo, Stoke.
Bath and North East Somerset* · Bedfordshire · Berkshire · Blackburn & Darwen* · Blackpool* · Bournemouth* · Brighton & Hove* · Bristol* · Buckinghamshire · Cambridgeshire · Cheshire · Cornwall · Cumbria · Darlington* · Derby* · Derbyshire · Devon · Dorset · Durham · East Riding of Yorkshire* · East Sussex · Essex · Gloucestershire · Greater London · Greater Manchester · Halton* · Hampshire · Hartlepool* · Herefordshire* · Hertfordshire · Hull* · Isle of Wight* · Kent · Lancashire · Leicester* · Leicestershire · Lincolnshire · Luton* · Medway* · Merseyside · Middlesbrough* · Milton Keynes* · Norfolk · Northamptonshire · Northumberland · North East Lincolnshire* · North Lincolnshire * · North Somerset* · North Yorkshire · Nottingham* · Nottinghamshire · Oxfordshire · Peterborough* · Plymouth* · Poole* · Portsmouth* · Redcar & Cleveland* · Rutland* · Shropshire · Somerset · Southend-on-Sea* · Southampton* · South Gloucestershire* · South Yorkshire · Staffordshire · Stockton-on-Tees* · Stoke-on-Trent* · Suffolk · Surrey · Swindon* · Telford & Wrekin* · Thurrock* · Torbay* · Tyne & Wear · Warrington* · Warwickshire · West Midlands · West Sussex · West Yorkshire · Wiltshire · Worcestershire · York* 
Overig: Ceremoniële graafschappen · Traditionele graafschappen